# 共友リース
共友リース株式会社（きょうゆうりーす、Kyoyu Leasing Corporation）は、愛知県名古屋市中村区豊国通に本社を置く、総合リース会社。

## 概要
大垣共立銀行の連結子会社。
地方銀行系でありながら、系列銀行の本店所在地である大垣市ではなく、名古屋市に本社を置いている。

## 沿革
- 1964年（昭和39年）7月 - 東京都中央区日本橋茅場町において資本金500万円で「協栄リース株式会社」設立。
- 1972年（昭和47年）6月 - 愛知県名古屋市中区栄に名古屋支店を開設。
- 1978年（昭和53年）1月 - 「共友リース株式会社」に社名変更、大垣共立銀行グループの一員となる。
- 1982年（昭和57年）8月 - 愛知県名古屋市に本社を移転。旧本社を東京支店に変更。
- 1999年（平成11年）3月 - 愛知県名古屋市中村区豊国通に本社移転。

## 営業拠点
- 本社：愛知県名古屋市中村区豊国通1-22-2（大垣共立銀行中村支店ビル6F）
- 本店営業部：愛知県名古屋市中村区豊国通1-22-2（大垣共立銀行中村支店ビル5F）
- オートリース部：愛知県名古屋市中村区豊国通1-22-2（大垣共立銀行中村支店ビル4F）
- 春日井支店：愛知県春日井市松新町1-4（ルネックビル）
- 岡崎支店：愛知県岡崎市戸崎町字屋敷3-2（OKビル）
- 岐阜支店：岐阜県岐阜市藪田東1-1-4（大垣共立銀行エブリデープラザ岐阜出張所）
- 大垣支店：岐阜県大垣市林町5-18（光和ビル）
- 多治見支店：岐阜県多治見市前畑町1-34（第2アマノビル）
- 東京支店：東京都中央区日本橋3-14-3（武田江戸橋ビル）

## 取扱サービス
- ファイナンスリース
- オペレーティングリース
- 割賦販売
- オートリース